# Фалковский, Григорий Исаакович
Григорий Исаакович Фалковский (1909, Екатеринослав — 17 октября 1943) — советский театровед.

## Биография
Родился в семье Исаака Моисеевича Фалковского (1878—1961) и Евы Ефимовны Фалковской (1887—1968). Заместитель начальника Главного управления театров Государственного комитета по делам искусств СССР. Автор работ о театральном искусстве.
В годы Великой Отечественной войны на фронте, командир стрелкового взвода 63-й мотострелковой бригады, младший лейтенант. Погиб в бою под селом Михайловка Пятихатского района Днепропетровской области. Кенотаф на Еврейском Преображенском кладбище Санкт-Петербурга.

## Сочинения
- Фалковский, Г. И.; Махлин, И. М. Старинные водевили. М.—Л.: Искусство, 1939.